# 斎藤勇 (イギリス文学者)

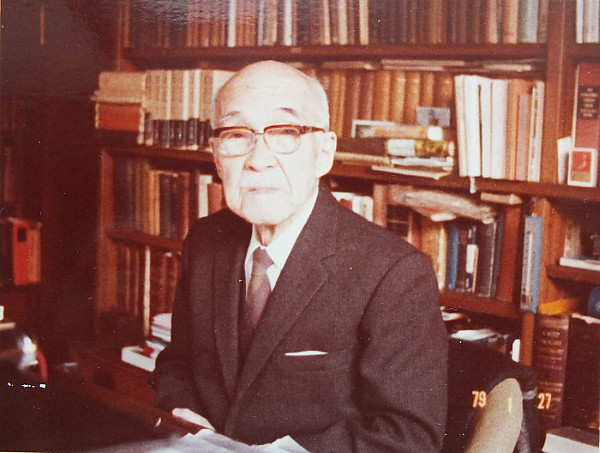
1979年1月27日、東京都新宿区の自宅書斎にて

斎藤 勇（さいとう たけし、1887年2月3日 - 1982年7月4日）は、日本の英文学者。位階は正三位。
文化功労者、日本学士院会員。日本英文学会第3代会長（1938年 - 1941年)。東京女子大学学長（1948年 - 1954年）。東京帝国大学名誉教授、国際基督教大学名誉教授。文学博士。「斎藤英文法」で知られる。孫に惨殺された（斎藤勇東大名誉教授惨殺事件）。

## 経歴・人物
福島県伊達郡富野村（現伊達市梁川町）に農家の長男として生まれる。旧制福島中学校（現福島県立福島高等学校）を経て、1905年、旧制第二高等学校（現東北大学）に入学。1908年、第二高等学校卒業後、東京帝国大学文科大学（英吉利文学専修）に入学。

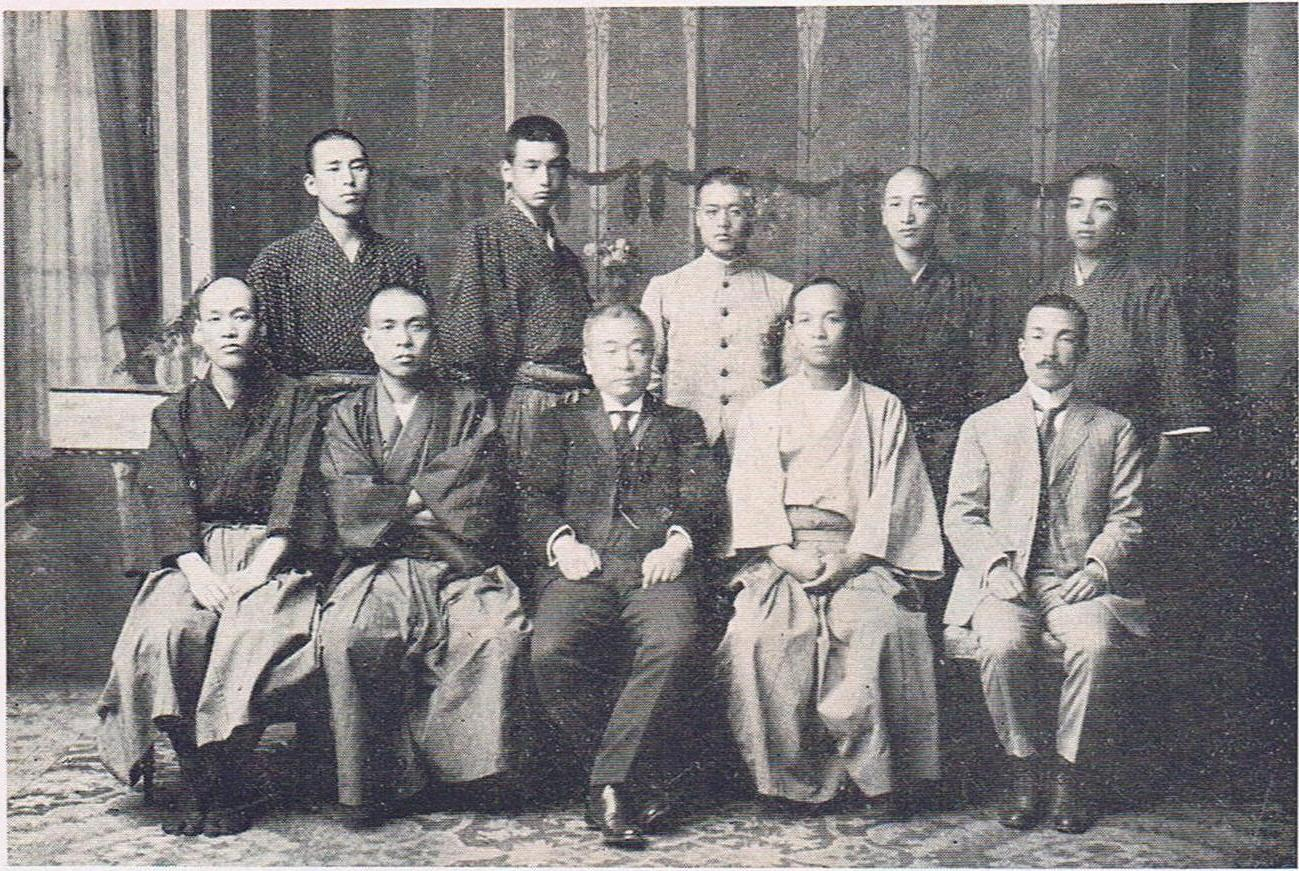
1912-1913年頃の齋藤勇（前列右端）。植村正久（前列中央）、高倉徳太郎 （前列左から2人目）等と。

1911年、東京帝国大学卒業、恩賜の銀時計を受ける。同年、東京帝国大学大学院入学、1913年から1923年まで東京帝国大学文科大学の講師嘱託。1917年、東京女子高等師範学校（現お茶の水女子大学の構成母体）教授。 
1923年から東京帝国大学文学部助教授に転任し、同年4月から1925年6月まで英文学研究のため在外研究員として欧米へ出張。ロンドン、オックスフォードを中心に滞在して博士論文を執筆する傍ら、フランス、イタリア等、欧州各国及びアメリカを歴訪した。この留学中には、ラルフ・ホジソン、エドマンド・ブランデン、ジークフリード・サスーン等の詩人、学者との知遇を得て、その後生涯にわたり親交を深めている。また、精力的、計画的に、演劇、音楽、美術鑑賞もしている。
1927年、論文Keats’ View of Poetryにより文学博士の学位を得る。1931年、東京帝国大学教授に昇任。1941年には正四位に叙せられ、1943年に勲二等瑞宝章を受章。1947年に東京帝国大学を定年退官し、名誉教授となり、1948年から1954年まで東京女子大学学長を務める。この間、1949年、市河三喜、福原麟太郎、 大和資雄、中野好夫、豊田実たちと共に財団法人日本英文学会を設立。1950年から始まったチャタレイ裁判では検察側証人として出廷。
1953年、国際基督教大学の開学に参加し、1954年から1964年まで国際基督教大学教授。1961年、日本学士院会員、1975年、文化功労者に選ばれる。
1979年イギリスの文化と文学を日本へ紹介した功績が評価され、 エリザベス女王より英国大使館を通じCBE勲章を受章した。1981年にキリスト教功労者を受賞。95歳という高齢になってもなお研究・著作の意欲は旺盛だったが、1982年7月、新宿区南榎町の自宅書斎にて、当時27歳の孫に襲撃され、不慮の死を遂げた。同年、正三位に叙せられる。墓所は多磨霊園(16-1-3)。
日本における英語・英米文学研究の生みの親であると同時に、牧師植村正久に師事した敬虔なクリスチャンとしても知られ、日本のキリスト教界でも重鎮として信望を集めた。

## 家族
- 父・斎藤勇蔵 - 福島県伊達郡にて農業[11]
- 妻・富美子（文子） - 河本重次郎の二女[11]
- 長男・斎藤光 - アメリカ文学者、東大名誉教授。岳父に高木八尺
- 長女・千鶴子 - 平井正穂の妻[11]
- 二女・敏子 - 神戸大学名誉教授・紅松保雄の妻
- 次男・斎藤眞 - 政治学者、東大名誉教授
- 三女・富士子 - 佐波正一の妻

## 日本における英文学研究の創始
斎藤が東大英文学科に入学した時には、夏目漱石も上田敏も既に去り、日本人はひとりも教えていなかった。また、当時の東大英文学科の学風は、一つの主流が際立っていたわけではなかった。斎藤は多様な研究態度があることがむしろ望ましいと考え、夏目、上田両先達の跡を追うことはせず、独自にイギリスの宗教詩研究の道に向かった。その後、日本の英文学研究の学問的レベルを高めることに努め、1913年からは東大の教壇に立って、日本人の英文学教員として実質的に夏目の後継者となった。
碩学、英文学界の泰斗と称された斎藤の学風をドイツ文学者の小塩節は、「まず第一に原典にあたって正確であること、次いで全体として見通しが大きくあるということ、第三に英文学の本質をキリスト教的愛と見さだめて、そこにまっしぐらにはいっている」と評している。これらの特色は主著の多くに一貫して見られるが、とりわけ、広い視野に立って規範的な大作家に取り組み、関係批評書によって作品についての新知識を集積するよりも原典にあたって作品そのものを熟読することを重視していた。このような研究方針のベースには、英米の書誌学（en:bibliography）・本文研究（en:textual studies）に対する高い見識があり、市河三喜が「英文学関連では東洋一」と称賛した蔵書を精選する基準にもそれが反映していた。また、愛書趣味ではなく研究上の必要性から、イギリス留学中も「古本あさり」をして「良書」を蒐集した経験は、その後も勤務先の大学図書館を整備する上でも活用された。
日本の英文学の発展に寄与することを生涯の使命と意識していた斎藤は、旧著が版を重ねる度に労をいとわず誠実に増補・改訂をしている。英文学の全体像を大きく見通す『思潮を中心とせる英文学史』(1927年)は『イギリス文学史』として何度も改訂され、また基本的資料となる『英米文学辞典』(1937年)も改訂を経て今なお使われている。
斎藤は生涯にわたる広範且つ緻密な研究により日本における英文学研究の学問的基礎を築いたが、同時に、同学の研究活動の組織化と発展にも多大な貢献をした。1928年、市河三喜、土居光知らと共に東京帝国大学英文学会を母体として全国の帝大を中心に組織を拡大した日本英文学会を創立し、1938年には市河、土居に次いで第3代会長（1941年まで）を務めた。戦後1949年に同学会を財団法人として設立し、真に全国的組織にしてからは、理事、顧問を務め、永らく日本の英文学界の長老として重きを成していた。

## 後進の教育
「至誠」を終生の座右の銘とした斎藤は、後進の指導、教育にも熱意をもってあたった。彼の教えを直接受けた学生の中からは、次世代の英語英米文学界における学者、作家、文化人が輩出しており、東京帝国大学時代の教え子だけでも 中野好夫、西川正身、中島文雄、朱牟田夏雄、小川和夫、平井正穂、加納秀夫、木下順二、小津次郎、佐伯彰一など多数にのぼる。彼らをはじめ斎藤を知り、敬慕する多くの人がその追悼文で一様に触れているのは、自己と学問に対する厳格、謹厳な態度と、その反面をなす他者に対する温情ある人柄である。
東京女子大学の学長時代には、大学行政の職務に専念する一方で、英文学関連の授業も担当し、さらには「学報」、講演、式辞等を通じて同大学の建学の精神に基づきながら、全学の学生・教職員に大所高所から戦後日本の大学のあるべき姿、女子教育のあり方などについて語っている。
後年になっても教育の熱意は衰えることはなく、1965年3月78歳で、いくつかの大学で半世紀以上にわたった教授職を国際基督教大学を最後に退くにあたって、同大学での告別講演で、学生に向けて国際人としての感覚とキリスト教精神を理解するよう情熱を込めて助言している。国際人としての感覚に関して語学修得の重要性を強調しているが、英語学習や英語教育については、『文学と語学との間』（1972年）に「英語教師の一般教養」、「役に立つ英語」等、7編の随筆が収められている。また、英語教員養成の実践的活動として、英語教育協議会（ELEC）（1956年創立）の構想段階から関わり、1963年にこの組織が財団法人になってからも評議員、理事を務めて、その発展に協力した。

## キリスト教信仰
中学時代からキリスト教に関心を示していて、1903年頃福島を訪れた内村鑑三の説教を好奇心に駆られて一人で聞きに行き、中学校長に頼んで内村を招いてもらい、学校の講堂でも講演を聞く機会を得た。第二高等学校入学後1906年に日本基督教会仙台東二番丁教会にて受洗する。1908年2月、仙台を伝道旅行中の植村正久を二高生キリスト教青年会の寮に招き、その説教を聞く。同年9月、東京帝国大学入学時に植村牧師の富士見町教会に転会。その後19年間同教会に所属し、植村から薫陶を受ける。植村牧師没後の1927年、富士見町教会より高倉徳太郎牧師の戸山教会（現信濃町教会）に移り、長らく長老を務めた。1982年7月、斎藤の告別式も信濃町教会で行われた。
斎藤の信仰と研究はその初期の頃から密接に相関している。国際基督教大学教授時代の教え子で英文学者の斎藤和明によれば、「キリスト教教義や倫理観により文学作品の価値評価を下すことを意識して避けつつも」自らのプロテスタント信仰を背景としていた。また、日本におけるキリスト教文化を発達させるために、西洋文化を理解するだけではなく、従来の日本文化を研究して、その特質に対処しつつ不断の努力を重ねることが、日本のクリスチャン学者の重大な任務であるとしていた。教会外における信徒としての諸活動の一つには、1956年から1974年まで毎年クリスマスとイースターの時期に自由学園の上級学生にキリストの教えについて通算38回に及ぶ礼拝講話を行ったことが挙げられる。

## 著書
- 『シェイクスピア―彼の生涯及び作物―』丁未出版社 1916年
- 『英詩鑑賞』上下巻 研究社 1924年
- 『栄誉の歌』聖書之研鑽社 1925年
- 『思潮を中心とせる英文学史』研究社 1927年。以下改訂新版
  - 『思潮中心の英文学史 改訂版』1929年、『英文学史 改訂増補版』1938年、『イギリス文学史』1957年、増訂第5版：1974年
- Keats' View of Poetry Cobden-Sanderson 1929年
- 『現代文學の諸傾向―英詩』岩波書店 1933年
- 『文學としての欽定英譯聖書』新英米文学社 1933年 『文学としての聖書』研究社 1944年
- 『ミルトン』（研究社英米文学評伝叢書 11） 研究社 1933年
- 『英詩概論』研究社 1933年、増訂新版 研究社 1958年
- 『コリンズ』（研究社英米文学評伝叢書 27） 研究社 1935年
- 『英国国民性』研究社 1936年、『イギリス国民性』研究社 1954年
- 『キーツ』（研究社英米文学評伝叢書 45） 研究社 1937年
- 『キリスト教思潮』研究社 1940年、改訂版 研究社 1955年
- 『アメリカ文学史』研究社 1941年
- 『アメリカ文学の主潮』研究社 1941年
- 『英語讃美歌 その歴史、抜萃、訳註』教文館 1941年、『讃美歌研究』研究社 1962年
- 『アメリカの国民性及び文学』（米国講座叢書）有斐閣 1942年
- 『杜甫 その人・その詩』研究社 1946年
- 『国際思想と英米文学』山海堂 1946年
- 『シェイクスピア概観』新月社 1946年、増補版 開文社 1954年
- 『ここかしこ』新月社 1948年
- 『ブラウニング研究』洋々書房 1948年
- 『シェイクスピア研究』研究社 1949年
- 『学園随想 わかき人々のために』研究社 1952年
- 『星を求める蛾のねがい 青年の文学』南雲堂 1956年
- 『文学の世界』研究社 1958年
- 『英国宗教詩鑑賞』新教出版社 1958年
- 『英文学史概説』研究社 1963年
- 『思い出の人々』新教出版社 1965年
- 『文学と語学との間』ELEC出版部 1972年
- 『斎藤勇著作集』全7巻、別巻1、研究社 1975年-1978年
- 『キリストとその教え』自由学園出版局 1981年
- 『蔵書閑談』研究社 1983年

### 共著
- 小塩節、宮本武之助、斎藤和明共著『キリスト教と英文学』日本基督教団出版局 1978年

### 翻訳
- フレデリク・ウイリヤム・ヘンリ・マイアズ『聖パウロ』丁未出版社 1915年
- ロバート・ブラウニング『サウル』岩波書店 1920年、岩波文庫、1928年
- 『訳注 抒情詩集』（Thirty Lyrics）山海堂 1931年、テクスト版 山海堂 1937年、改訂第3版 山海堂 1946年
- 大和資雄共訳『コウルジヂ詩集』弘文堂 1940年、『コウルリヂ詩選』岩波文庫 1955年
- シェイクスピア『リア王』岩波文庫 1948年
- 『訳注 英米詩抄』開文社 1952年
- 対訳・評注 シェイクスピア『リア王』開文社 1955年

### 編著
- English Poetry and Prose （英国詩文選） 研究社 1935年、増訂新版 研究社 1972年
- 『研究社英米文学辞典』研究社 1937年、増訂新版 研究社 1962年、増訂第3版 研究社 1985年
- 『植村正久文集』岩波文庫 1939年
- 『独・仏・伊三国に於ける英文学研究』研究社 1942年
- 『研究社世界文学辞典』研究社 1954年